# Mitchell (Dakota del Sud)
Mitchell è una città e il capoluogo della contea di Davison nello Stato del Dakota del Sud, negli Stati Uniti. Aveva una popolazione di 15 660 abitanti al censimento del 2020. È la città principale dell'area micropolitana di Mitchell, che comprende le contee di Davison e Hanson.

## Geografia fisica
Secondo l'Ufficio del censimento degli Stati Uniti, ha una superficie totale di 12,14 mi² (31,44 km²).

## Storia
Il primo insediamento a Mitchell risale al 1879. Mitchell è stata incorporata nel 1883. Prende questo nome in onore di Alexander Mitchell, banchiere e presidente della Chicago, Milwaukee, St. Paul and Pacific Railroad (Milwaukee Road).

## Società

### Evoluzione demografica
Secondo il censimento del 2020, la popolazione era di 15 660 abitanti.